# Lindgomyces breviappendiculatus
Lindgomyces breviappendiculatus är en svampart som först beskrevs av Kaz. Tanaka, Sat. Hatak. & Y. Harada, och fick sitt nu gällande namn av K. Hirayama & Kaz. Tanaka 20 10. Lindgomyces breviappendiculatus ingår i släktet Lindgomyces och familjen Lindgomycetaceae.   Inga underarter finns listade i Catalogue of Life.